# 제17회 영국 아카데미 영화상
제17회 영국 아카데미 영화상은 1963년의 최고의 영화를 기리기 위해 1964년에 열린 시상식이다.

## 수상

### 작품상
- 톰 존스의 화려한 모험 수상

### 칼 포먼 상
- 하인 - 제임스 폭스 수상

### 남우주연상(영국)
- 하인 - 더크 보거드 수상

### 남우주연상(외국)
- 마르첼로 마스트로야니 수상

### 여우주연상(영국)
- 욕망의 끝 - 레이첼 로버츠 수상

### 여우주연상(외국)
- 허드 - 패트리샤 닐 수상

### 각본상(영국)
- 톰 존스의 화려한 모험 - 존 오스본 수상

### 촬영상
- 007 제2탄 - 위기일발 - 테드 무어 수상

### 촬영상(흑백)
- 하인 - 더글라스 슬로콤브 수상